# Congetture del 1421 e del 1434

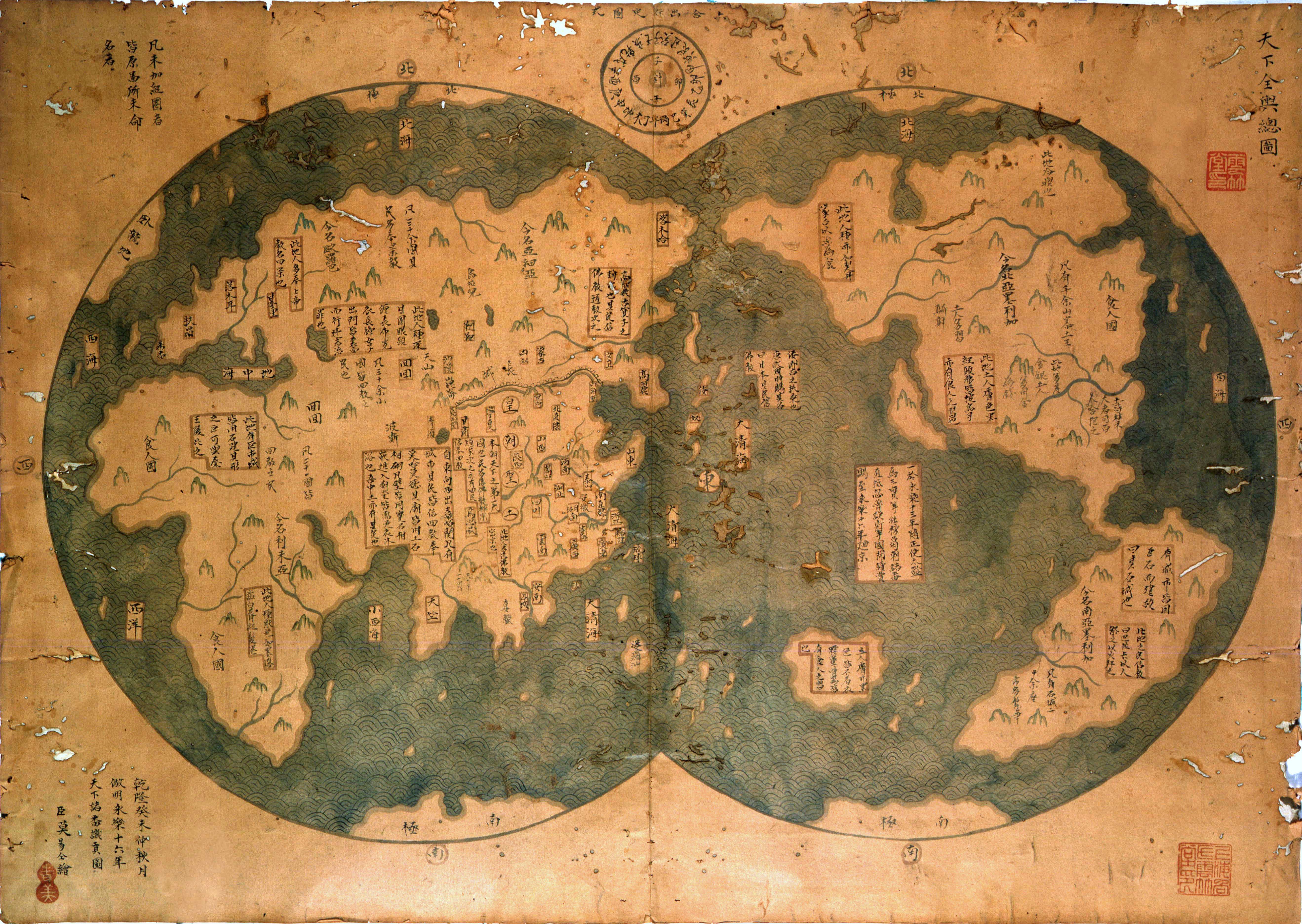
Mappa cinese disegnata nel 1763 basata, secondo il suo autore, su una precedente del 1418. Questo suggerirebbe che la Cina possedesse all'epoca chiara nozione delle Americhe e dell'Antartide.

L'ipotesi del 1421 e l'ipotesi del 1434 sono controverse congetture che vari storici e cartografi considerano pseudostoriche, formulate dal comandante in pensione (ex sommergibilista) della Royal Navy Gavin Menzies in due libri che hanno avuto notevole successo commerciale, 1421: La vera storia della spedizione cinese che scoprì l'America e 1434: the year a magnificent Chinese fleet sailed to Italy and ignited the renaissance.
Nel primo libro, Menzies afferma che tra il 1421 ed il 1423, durante il regno dell'imperatore Yongle della dinastia Ming cinese, una squadra navale di giunche, agli ordini dell'ammiraglio Zheng He, avrebbe navigato attraverso molte aree del mondo ancora sconosciuto all'Occidente.
Sebbene l'ipotesi del 1421 abbia avuto un certo successo tra il pubblico, è stata rigettata dai sinologi e dagli storici professionisti. Le critiche si basano, tra le altre cose, sull'atteggiamento spregiudicato di Menzies nel gestire le prove, che lo porta a proporre l'ipotesi "senza uno straccio di prova". Alcuni critici sono giunti anche a mettere in dubbio le conoscenze nautiche di Menzies.

## Ipotesi del 1421
Nel suo primo libro citato, Menzies afferma in particolare che, nel corso del sesto (1421-1423) dei suoi sette viaggi esplorativi, la flotta cinese (composta da navi agli ordini dei capitani Zhou Wen, Zhou Man, Yang Qing e Hong Bao) avrebbe scoperto l'Australia, la Nuova Zelanda, le Americhe, l'Antartico, la costa settentrionale della Groenlandia ed il Passaggio a nord-est. Queste conoscenze sarebbero poi state censurate perché i mandarini, i burocrati della corte imperiale, temevano che il costo di ulteriori spedizioni avrebbe danneggiato l'economia cinese. Quando Zhu Di morì nel 1424, il nuovo imperatore Hongxi vietò altre spedizioni e i mandarini nascosero o distrussero i resoconti delle precedenti.
Gavin Menzies basa la sua congettura sull'osservazione che nel XV secolo l'ingegneria navale cinese era la più avanzata al mondo. Le giunche erano, infatti, molto più grandi e resistenti delle barche europee. I cinesi potevano contare inoltre su ritrovati tecnici sconosciuti in Occidente. Tra gli indizi utilizzati da Menzies per avvalorare la sua ipotesi vi sono una scultura della dinastia Ming ritrovata in Kenya e porcellane ritrovate in Perù e California. Inoltre, secondo l'autore, i portoghesi entrarono in possesso già nel 1428 di una mappa della Terra che un mercante veneziano, Niccolò da Conti, avrebbe avuto navigando proprio con Zheng He.
La sinologia e la storiografia, al contrario, dimostrano che nel suo sesto viaggio la flotta cinese navigò nell'Oceano Indiano:
(Robert Finlay, How Not to (Re)Write World History: Gavin Menzies and the Chinese Discovery of Americ)

## Ipotesi del 1434
Nel suo libro intitolato al 1434, Menzies sostiene che nel 1434 una ambasciata cinese organizzata nell'ambito delle spedizioni comandate da Zheng He raggiunse Venezia e Firenze, ove si trovava il Papa Eugenio IV, e in questa occasione furono presentati doni e documenti concernenti svariate conoscenze astronomiche, nautiche e tecnologiche consolidate dalla civiltà cinese. Questi documenti avrebbero fortemente influenzato personalità quali Paolo Toscanelli, Leon Battista Alberti, Nicola Cusano, Regiomontano, Mariano di Jacopo detto il Taccola, Francesco di Giorgio Martini, fino a Cristoforo Colombo e Leonardo da Vinci stimolando il fiorire del rinascimento e le imprese dei navigatori europei.

## Nella cultura di massa
La campagna cinese del gioco Age of Empires III: The Asian Dynasties è vagamente ispirata all'ipotesi del 1421: il giocatore, infatti, comanda una flotta cinese che approda nel Nuovo Mondo.